# Абдулај Вад
Абдулај Вад (фр. Abdoulaye Wade; Кебемер, 29. мај 1926) је сенегалски политичар, те бивши председник афричке државе Сенегал.

## Биографија
Завршио је школу и пре уласка у политику бавио академским радом. Предавао је право у Француској и био декан Правног и Економског факултета на Универзитету у Дакру. Има два доктората, један из права, други из економије.
По вери је муслиман сунит, близак суфијским братствима. Има жену Вивијан и двоје деце, сина који се брине за Организацију исламске конференције и кћерку која је наступала у многим релијима Париз-Дакар. Верује се да има још деце, али да су му ово њих двоје једина законита.
На самиту Организације афричког јединства у Могадишу 1974. предложио је председнику Сенгору оснивање нове странке. Леополд се сложио, па је исте године основана Сенегалска демократска странка. Пре него што је изабран за председника 2000. године, учествовао је у трци за тај положај чак четири пута. Често је хапшен, чак и оптужен за убиство потпредседника Уставног већа, али је оптужба одбачена. Учествовао је у раду Владе, али је из ње и излазио.
Преузео је дужност 1. априла 2000, а 2007. године је изабран за још један мандат који по новом Уставу траје 5, а не 7 година. Учествовао је на самиту којем је циљ био оснивање Сједињених држава Африке. Други пут за председника је одабран пред много афричких вођа и око 60.000 гледалаца. Године 2012, на Вадовим трећим председничким изборима, изгубио је од кандидата опозиције Макија Сала.